# Marjan Radeski
Marjan Radeski (mac. Марјан Радески, ur. 10 lutego 1995 w Prilepie) – północnomacedoński piłkarz występujący na pozycji pomocnika w macedońskim klubie Akademija Pandew oraz w reprezentacji Macedonii Północnej. Wychowanek 11 Oktomwri, w trakcie swojej kariery grał także w takich zespołach jak Metałurg Skopje oraz Shkëndija Tetowo.